# Manuel de Escandón
José Manuel María del Corazón de Jesús de Escandón y Barrón (Città del Messico, 13 agosto 1857 – Città del Messico, 13 dicembre 1940) è stato un giocatore di polo messicano.
Partecipò al torneo di polo della II Olimpiade di Parigi del 1900. La sua squadra, formata anche dai suoi fratelli Eustaquio e Pablo, fu sconfitta in semifinale e si aggiudicò così la medaglia di bronzo.
Manuel divenne marchese di Villavieja.

## Palmarès
| Anno | Manifestazione  | Sede   | Evento | Risultato |
| ---- | --------------- | ------ | ------ | --------- |
| 1900 | Giochi olimpici | Parigi | Polo   | Bronzo    |